# Stora Skagene och Svenshult
Stora Skagene och Svenshult är en av SCB avgränsad och namnsatt småort i Hammarö kommun, Värmlands län. Den omfattar bebyggelse i byarna Svenshult och Stora Skagene på sydvästra delen av halvön Hammarön.
Småorten avgränsades första gången år 2010. År 1990 avgränsade SCB en småort här med namnet Hammarö:1 men till nästa avgränsning, 1995, hade den upphört. Hammarö:1 omfattade i stort sett samma område men sträckte sig även österut mot området Tvärhult. På platsen fanns sen ingen småort förrän den nuvarande bildades 2010.